# Deklinacja w języku polskim
Deklinacja w języku polskim – odmiana rzeczownika, przymiotnika, imiesłowu przymiotnikowego, zaimka rzeczownego, przymiotnego, liczebnego i liczebnika przez przypadki i liczby w języku polskim.
W języku polskim występuje siedem przypadków (w nawiasach podano pytania przypadków):
1. mianownik (kto? co?)
2. dopełniacz (kogo? czego?)
3. celownik (komu? czemu?)
4. biernik (kogo? co?)
5. narzędnik ((z) kim? (z) czym?)
6. miejscownik (o kim? o czym?)
7. wołacz (–[a]).

## Mianownik
Głównym zadaniem mianownika jest oznaczanie podmiotu.
Mianownik jest w języku polskim najczęstszym przypadkiem, choć używany jest rzadziej niż w językach o ubogiej fleksji.
Konstrukcje, w których w językach o podobnym systemie przypadków występuje mianownik, a w polskim inny przypadek, to m.in.:
- w zdaniach postaci „X jest Y”, np. „on jest lekarzem”, Y występuje w narzędniku
- w negatywnych zdaniach egzystencjalnych podmiot występuje w dopełniaczu, np. „doktora nie ma”
- Podmiot wyrażony zaimkiem jest często opuszczany, a jego rolę przejmuje końcówka osobowa czasownika.
- W języku potocznym mianownik występuje niekiedy w funkcji wołacza. Dotyczy sytuacji zwracania się do kogoś po imieniu: Basia!, Agnieszka! obok bardziej eleganckich form wołacza: Basiu!, Agnieszko!.

| Końcówki mianownika l.p. | Końcówki mianownika l.p.                           | Końcówki mianownika l.p. | Końcówki mianownika l.p.                         | Końcówki mianownika l.p.            |
| ------------------------ | -------------------------------------------------- | ------------------------ | ------------------------------------------------ | ----------------------------------- |
| Sytuacja                 | męskie, niektóre żeńskie (z reguły miękkotematowe) | większość żeńskich       | nijakie twardotematowe i niektóre miękkotematowe | większość nijakich miękkotematowych |
| Końcówka                 | -o                                                 | -a                       | -o                                               | -e                                  |
| Przykłady                | stół, gołąb, ryś, krew, mysz                       | małpa, kasza, ziemia     | niebo, drzewo, płuco                             | pole                                |

Wyrazy takie jak męskoosobowe poeta, sędzia, książę, dziadzio, gauczo, męskożywotne satelita, Reksio, nijakie imię, zwierzę, akwarium, żeńskie pani mają końcówkę niezgodną z podanymi zasadami.
| Końcówki mianownika l.m. | Końcówki mianownika l.m.                    | Końcówki mianownika l.m.                                                              | Końcówki mianownika l.m.    | Końcówki mianownika l.m.                                 | Końcówki mianownika l.m. | Końcówki mianownika l.m. |
| ------------------------ | ------------------------------------------- | ------------------------------------------------------------------------------------- | --------------------------- | -------------------------------------------------------- | ------------------------ | ------------------------ |
| Sytuacja                 | męskie nieosobowe i żeńskie, twardotematowe | męskoosobowe twardotematowe                                                           | męskoosobowe miękkotematowe | męskie nieosobowe i żeńskie z M. l.p. -a, miękkotematowe | nijakie                  | żeńskie z M. l.p. -0     |
| Końcówka                 | -y (-ki, -gi)                               | -´i/-owie (-cy, -dzy, -rzy)                                                           | -e/-owie                    | -e                                                       | -a                       | -i/-y/-e                 |
| Przykłady                | te stoły, małpy, ptaki, nogi                | ci doktorzy, Polacy, chłopi, Włosi (zamiast *Włoszy, pojawia się fonetyczna miękkość) | ci królowie, goście         | te gołębie, rysie, kasze, ziemie                         | te pola, płuca, drzewa   | te kości, myszy, noce    |

- Rzeczowniki męskoosobowe typu chłopiec mają końcówkę -y (historycznie -i) jak twardotematowe: chłopiec – chłopcy, ale koniec – końce.
- Rzeczowniki rodzaju nijakiego na -ę mają w liczbie mnogiej końcówkę -ona (imię – imiona) lub -ęta (cielę – cielęta); rozszerzenie tematu -eń-/-on- lub -ęć-/-ęt-/-ąt- występuje wszędzie poza mianownikiem – biernikiem – wołaczem l. poj. Rozszerzenie -ęt-/-ąt- ma też w liczbie mnogiej rzeczownik męskoosobowy książę – książęta.
- Rzeczowniki męskoosobowe zakończone na -in tracą to rozszerzenie w liczbie mnogiej i otrzymują w mianowniku l.mn. nietypową końcówkę -e: Rosjanin – Rosjanie, Amerykanin – Amerykanie.
- W mianowniku liczby mnogiej wyjątkową końcówkę -e (zmiękczające) mają także Hiszpan – Hiszpanie, Cygan – Cyganie.
- Kilka rzeczowników obcego pochodzenia otrzymuje końcówkę -e (niezmiękczające), np. seans – seanse (męskonieżywotny), szansa – szanse (żeński).
- Rzeczowniki nijakie pochodzenia łacińskiego, zakończone na -um, są nieodmienne w liczbie pojedynczej, odmieniają się jednak w liczbie mnogiej: akwarium – akwaria.
- Wyjątkowe końcówki w mianowniku liczby mnogiej mają następujące rzeczowniki: brat – bracia, ksiądz – księża, śmieć – śmieci (obok regularnego śmiecie), dzień – dni (tydzień – tygodnie z regularną końcówką, ale z nieregularną zmianą tematu), dziecko – dzieci, oko – oczy, ucho – uszy, ręka – ręce.
- W języku polskim istnieje grupa rzeczowników, które odmieniają się jak przymiotniki, np. myśliwy, służący, złoty, czesne, królowa.
- Rzeczowniki męskoosobowe na ogół obok zwykłej formy mianownika liczby mnogiej używane bywają w tak zwanej formie deprecjatywnej (nie jest to forma neutralna; zwykle wyraża ona pogardę mówiącego, czasem jednak wręcz odwrotnie). Forma ta jest zbudowana tak, jakby rzeczownik nie był osobowy, łączy się też z nieosobową formą zaimka i przymiotnika, np. ci dobrzy chłopi – te dobre chłopy. Najnowsze źródła normatywne uznają już formę deprecjatywną za element języka literackiego. Istnieją rzeczowniki, które zazwyczaj lub wyłącznie używają tej właśnie formy, np. ten karzeł, klecha – te karły, klechy (o przynależności do rodzaju męskoosobowego świadczy wówczas forma biernika l.mn. równa formie dopełniacza: widzę klechów, karłów).
- Nie ma ścisłych reguł dystrybucji końcówki -owie. Niektóre rzeczowniki męskoosobowe mogą nawet tworzyć dwie formy (zwykłego) mianownika liczby mnogiej, np. ci profesorowie – ci profesorzy (i jeszcze deprecjatywne te profesory). Postać z końcówką -owie ma wówczas znaczenie bardziej dostojne niż postać z końcówką -i, -rzy, -cy, -dzy, -e. Natomiast kiedy postać z -owie jest jedyną używaną prawidłowo, końcówka -e jest archaiczna, a więc podniosła: ci mężowie – ci męże.

## Dopełniacz
Dopełniacz jest przypadkiem najczęściej używanym po mianowniku i rzadko jest mu równy formalnie (wyjątki to np. pani, dzieci). Jego podstawowa funkcja jest posesywna (odpowiada na pytania kogo?, czego?, czyj?). W negatywnych zdaniach egzystencjalnych pełni funkcję podmiotu („nie ma go”), w funkcji dopełnienia bliższego zastępuje biernik w zdaniach negatywnych („jem sałatę”, „nie jem sałaty”). Dopełniacz może też pełnić funkcję dopełnienia bliższego, gdy mowa o części (np. „kupiłem cebuli”). Można sobie wyobrazić, że przed takim dopełnieniem występuje „ukryty” rzeczownik określający ilość („kupiłem kilogram cebuli” czy też „kupiłem trochę cebuli”).
| Końcówki dopełniacza l.p. | Końcówki dopełniacza l.p.         | Końcówki dopełniacza l.p. | Końcówki dopełniacza l.p. |
| ------------------------- | --------------------------------- | ------------------------- | ------------------------- |
| Sytuacja                  | męskie żywotne i nijakie          | męskie nieżywotne         | żeńskie                   |
| Końcówka                  | -a                                | -a/-u                     | -y/-i                     |
| Przykłady                 | kota, pilota, rysia, drzewa, pola | miodu, dżdżu              | myszy, małpy, ziemi       |

- Nie ma ścisłych reguł określających użycie końcówki -u. Nazwy narzędzi zazwyczaj przybierają -a (bat – bata, młotek – młotka), nazwy substancji – -u (materiał – materiału, tlen – tlenu); istnieją jednak wyjątki. Wyjątkowo końcówka -u występuje także u rzeczowników wół – wołu, bawół – bawołu; za normatywne w języku mówionym uchodzą też formy z końcówką -a: woła, bawoła[2].
- Rzeczowniki męskoosobowe zakończone w mianowniku na -a mają w większości form przypadkowych końcówki takie, jak rzeczowniki rodzaju żeńskiego, stąd np. poeta – poety, satelita – satelity. Według odmiany żeńskiej idą także niektóre rzeczowniki męskoosobowe na -o, zwłaszcza nazwiska: Jagiełło – Jagiełły (ale Mieszko – Mieszka, Reksio – Reksia).
- Rzeczowniki męskoosobowe sędzia, hrabia przybierają w kilku formach końcówki odmiany przymiotnikowej, dlatego dop. sędziego, hrabiego.
- Rzeczownik męskoosobowy książę ma w dop. l. poj. postać księcia; ten sam temat księć- występuje w innych przypadkach liczby pojedynczej.

| Końcówki dopełniacza l.m. | Końcówki dopełniacza l.m. | Końcówki dopełniacza l.m. | Końcówki dopełniacza l.m.         | Końcówki dopełniacza l.m.         |
| ------------------------- | ------------------------- | ------------------------- | --------------------------------- | --------------------------------- |
| Sytuacja                  | męskie twardotematowe     | męskie miękkotematowe     | żeńskie i nijakie, miękkotematowe | żeńskie i nijakie, twardotematowe |
| Końcówka                  | -ów                       | -y/-i/-ów                 | -y/-i/-o                          | -o                                |
| Przykłady                 | psów, pilotów, płotów     | rysiów, harcerzy          | ziem, myszy                       | drzew, małp                       |

- Niektóre rzeczowniki z rozszerzeniem -in- mają zerową końcówkę dop. l.mn.: Rosjanin – Rosjanie – Rosjan. W innych, bez wyraźnych reguł, występuje -ów: Amerykanin – Amerykanie – Amerykanów.
- Końcówka -y/-i wygrywa z -ów po końcówkach -arz, -erz, -orz, -eż, -aż: pisarzy, pejzaży, warkoczy, dawniej pisarzów, pejzażów, warkoczów. Również po -ciel jest głównie -i: nauczycieli, właścicieli (wyjątkowo końcówka zerowa występuje w rzeczowniku przyjaciel – przyjaciół). Po -j mamy głównie -ów: krajów, zwyczajów, choć obocznie złodziejów || złodziei, pokojów || pokoi.
- Kilka rzeczowników przybiera końcówkę -y w wymianą ą: ę w temacie (-ę- występuje tylko w tym przypadku): zając – zajęcy, miesiąc – miesięcy, tysiąc – tysięcy, pieniądz – pieniędzy (por. regularne mosiądz – mosiądzów).
- W nijakich -y/-i spotyka się prawie wyłącznie w rzeczownikach przedrostkowych z dawną końcówką -ьje: wezgłowi, bezprawi, przedmieści || przedmieść, przysłowi || przysłów, wyjątkowo pustkowi, nozdrzy, ślepi, dzieci, ale zbóż, pokoleń, nieszczęść, kazań.
- W żeńskich -y/-i dominuje przy mianowniku -0. Przy mianowniku -a jest rzadkie (np. bazia – bazi, zbroja – zbroi, także muszla – muszli obok muszel), ale dziś jest wyłączne w rzeczownikach zakończonych na -ja (pisanym też -ia zgodnie z regułami ortografii), np. stacja – stacji, lilia – lilii oraz w tematach zakończonych na samogłoskę, np. idea – tych idei, statua – tych statui. Dawna forma -ij/-yj (stacyj, lilij) jest już dziś przestarzała i spotykana wyłącznie w stylu archaizującym. Istnieją wychodzące z użycia formy oboczne z końcówka -0, zanikiem miękkości i e ruchomym: sukni || sukien, studni || studzien, kuchni || kuchen.
- Końcówka -ów zasadniczo nie występuje w rodzaju żeńskim (wyjątkowo nuda – nudów), a w rodzaju nijakim używana jest tylko w rzeczownikach obcego pochodzenia, jak studio – studiów, akwarium – akwariów.
- Końcówka -ów zwykle występuje jednak u rzeczowników męskich o odmianie żeńskiej, np. poeta – poetów, sędzia – sędziów, Jagiełło – Jagiełłów, satelita – satelitów. Wyjątki: mężczyzna – mężczyzn, sługa – sług (końcówka zerowa) oraz cieśla – cieśli (końcówka -i).
- Rzeczowniki nijakie typu cielę mają w dop. l.mn. końcówkę zerową i rozszerzenie w formie -ąt: cieląt. Tak samo męskoosobowy rzeczownik książę – książąt.
- Rzeczowniki oko, ucho przybierają w dop. l.mn. dawne formy liczby podwójnej oczu, uszu (forma ócz jest dziś przestarzała).

## Celownik
Celownik oznacza zwykle dopełnienie dalsze („Daj Kasi piłkę.”). Łączy się z nielicznymi przyimkami („ku miastu”). Jest najrzadziej używanym przypadkiem.
| Końcówki celownika l.p. | Końcówki celownika l.p. | Końcówki celownika l.p.       | Końcówki celownika l.p.        | Końcówki celownika l.p.   |
| ----------------------- | ----------------------- | ----------------------------- | ------------------------------ | ------------------------- |
| Sytuacja                | większość męskich       | żeńskie twardotematowe        | żeńskie miękkotematowe         | nijakie, nieliczne męskie |
| Końcówka                | -owi                    | -´e                           | -y, -i                         | -u                        |
| Przykłady               | chomikowi, stołowi      | małpie, wronie, drodze, korze | kaszy, myszy, krwi, Ani, cioci | kotu, drzewu, polu        |

Wyjątkowa („nijaka”) końcówka -u występuje w formach około 20 rzeczowników:
- m-os. bogu, bratu, chłopcu, chłopu, czartu, człeku (ale: człowiekowi), czortu, diabłu, katu, księciu, księdzu, ojcu, panu, popu,
- m-żyw. kotu, lwu, psu, nadto orłu, osłu obok regularnych orłowi, osłowi,
- m-nżyw. łbu, światu.

W rodzaju żeńskim celownik l. poj. ma taką samą postać jak miejscownik, z takimi samymi wymianami spółgłosek i samogłosek. Dotyczy to także rzeczowników męskich o odmianie żeńskiej.
W liczbie mnogiej celownik wyrazów o odmianie rzeczownikowej ma zawsze końcówkę -om: psom, kotom, muchom, drzewom, polom. Wyrazy o odmianie przymiotnikowej mają -ym: położnym, służącym lub -im jak np.: bliźnim.

## Biernik
Biernik oznacza zwykle dopełnienie bliższe.
W połączeniach z przyimkiem oznacza zwykle kierunek zmiany.
Biernik może przyjmować trzy postacie:
- równy dopełniaczowi (rodzaj męskoosobowy, w liczbie pojedynczej również męskożywotny, np. widzę psa, pilota, pilotów),
- osobna forma z końcówką -ę (liczba pojedyncza rzeczowników rodzaju żeńskiego zakończonych na -a lub -i w mianowniku l.p.), np. widzę małpę, ziemię, gospodynię, oraz rzeczowników męskich o odmianie żeńskiej, np. widzę poetę, satelitę; wyjątkowo pani – widzę panią (z końcówką taką samą jak w deklinacji przymiotnikowej),
- równy mianownikowi (pozostałe wypadki), np. widzę psy, pole, pola, drzewo, drzewa, mysz, myszy, małpy, ziemie.

Bardzo często jest równy dopełniaczowi lub mianownikowi, ale niewiele jest wypadków, w których można zastąpić biernik jednym z tych dwóch przypadków zmieniając znaczenie. Gdy biernik jest równy mianownikowi, zdanie z podmiotem i dopełnieniem bliższym staje się dwuznaczne. Należy wtedy stosować regułę: Jeśli nie można stwierdzić, co jest podmiotem, a co dopełnieniem bliższym, na podstawie formy gramatycznej, to podmiot zawsze występuje jako pierwszy. Np. w zdaniu psy gonią koty, choć samodzielnie wyrazy psy oraz koty mogą być zarówno mianownikiem, jak i biernikiem, zgodnie z regułami normatywnej polszczyzny jedynie „psy” mogą być podmiotem, a jedynie „koty” dopełnieniem. Za najlepsze rozwiązanie uznaje się jednak przekształcenie zdania na stronę bierną: koty są gonione przez psy lub psy są gonione przez koty.
Z kolei w pewnych zdaniach język polski ma jakby własności języków koncentrycznych, np.: stół zasłaniał krzesło – stół zasłaniało krzesło, drzewa zasłaniają dom – drzewa zasłania dom.

## Narzędnik
Narzędnik występuje w wielu połączeniach z przyimkami (np. „czapka z pomponikiem” – tzw. sociativus; często zastępowany biernikiem w sposób podobny jak miejscownik, np. „pod budą” – „pod budę”), ale też samodzielnie jako określenie sposobu, narzędzia, czasu itd. (np. „jeść widelcem”), jako dopełnienie bliższe (np. „zarządzać domem”, „pracować nocami”) oraz w funkcji orzecznika (np. „jest marynarzem”).
| Końcówki narzędnika l.p. | Końcówki narzędnika l.p.              | Końcówki narzędnika l.p. |
| ------------------------ | ------------------------------------- | ------------------------ |
| Sytuacja                 | męskie i nijakie                      | żeńskie                  |
| Końcówka                 | -em                                   | -ą                       |
| Przykłady                | psem, stołem, bogiem, mlekiem, błotem | małpą, kaszą, myszą      |

Rzeczowniki męskie o odmianie żeńskiej mają końcówkę -ą, np. poetą, satelitą, Jagiełłą, także sędzia – sędzią.
W liczbie mnogiej narzędnik ma końcówkę -ami (psami, małpami, kamieniami, drzewami), wyjątkowo -mi (przyjaciółmi, gośćmi, ludźmi, braćmi, księżmi, końmi, liśćmi, pieniędzmi, dziećmi, dłońmi, kośćmi). Spotyka się też (zwykle w książkach) archaiczną końcówkę -y (ostatnimi czasy, Z włosy białymi, ze skrzydły złotymi...).

## Miejscownik
Miejscownik nigdy nie występuje sam, jedynie w połączeniach z przyimkami.
Często zastąpienie miejscownika biernikiem powoduje zmianę znaczenia ze stanu w kierunek zmian, np. „na poczcie” (z miejscownikiem) oznacza położenie danego obiektu, zaś na „na pocztę” (z biernikiem) oznacza kierunek zmiany położenia.
| Końcówki miejscownika l.p. | Końcówki miejscownika l.p.            | Końcówki miejscownika l.p. | Końcówki miejscownika l.p.                                                   |
| -------------------------- | ------------------------------------- | -------------------------- | ---------------------------------------------------------------------------- |
| Sytuacja                   | większość twardotematowych            | żeńskie miękkotematowe     | męskie i nijakie, miękkotematowe i z tematami zakończonymi na -k-, -g-, -ch- |
| Końcówka                   | -´e                                   | -i/-y                      | -u                                                                           |
| Przykłady                  | o małpie, musze, drodze, kocie, ciele | o fali, myszy, kości       | o mleku, duchu, rysiu, chłopcu, naczyniu                                     |

Przed końcówką -´e zachodzą różne, omówione wcześniej, wymiany spółgłosek i samogłosek, np. lider: o liderze, kozioł: o koźle, świat – świecie.
Lista rzeczowników z wymianą o (ó): e w miejscowniku l.poj.:
- anioł – o aniele,
- kościół – o kościele,
- popiół – o popiele
- czoło – na czele (poza tym o czole),
- przód – na przedzie (poza tym o przodzie, dziś też raczej na przodzie).

Lista rzeczowników z wymianą a: e jest dłuższa i obejmuje następujące rzeczowniki:
- męskoosobowe: pędziwiatr – o pędziwietrze, sąsiad – o sąsiedzie,
- męskonieżywotne: kwiat – o kwiecie, las – o lesie, obiad – o obiedzie, świat – o świecie, wiatr – o wietrze, ponadto dojazd – o dojeździe i analogicznie najazd, odjazd, podjazd, pojazd, przejazd, przyjazd, rozjazd, wjazd, wyjazd, zajazd, zjazd,
- nijakie: ciało – o ciele, ciasto – o cieście, gniazdo – o gnieździe, lato – o lecie, światło – o świetle,
- żeńskie: gwiazda – o gwieździe, jazda – o jeździe, miara – o mierze, niewiasta – o niewieście, ofiara – o ofierze, wiara – o wierze.

Końcówkę -u przybierają wyjątkowo twardotematowe pan, syn, dom – o panu, synu, domu. Miękkotematowe rzeczowniki męskie o odmianie żeńskiej mają -i lub -y, np. o cieśli, bacy.
W liczbie mnogiej miejscownik ma końcówkę -ach (o małpach, muchach, ciałach, kościach, muchach). Dawne -´ech pozostało tylko w odmianie kilku nazw państw: w Niemczech (z wymianą c (z trzeciej palatalizacji): cz), we Włoszech, na Węgrzech.

## Wołacz
Wołacz służy do bezpośrednich zwrotów do adresata, nie jest bezpośrednio częścią zdania.
W niektórych sytuacjach jego funkcje pełni mianownik (zob. wyżej w rozdziale o mianowniku).
Forma wołacza jest niekiedy także równa formie mianownika. Dzieje się tak w przypadku:
- przymiotników oraz rzeczowników o odmianie przymiotnikowej (np. służąca!; wyjątek: królowa – królowo!),
- liczby mnogiej,
- rzeczowników rodzaju nijakiego.

Ostatnie dwie cechy charakteryzują także inne języki indoeuropejskie, które we fleksji mają wołacz (przede wszystkim grekę i łacinę), i są zapewne odziedziczone z prajęzyka.
| Końcówki wołacza różnego od mianownika | Końcówki wołacza różnego od mianownika                                               | Końcówki wołacza różnego od mianownika                                                                       | Końcówki wołacza różnego od mianownika | Końcówki wołacza różnego od mianownika |
| -------------------------------------- | ------------------------------------------------------------------------------------ | --- | -------------------------------------- | -------------------------------------- |
| Sytuacja                               | męskie twardotematowe z wyjątkiem większości z tematem zakończonym na -k-, -g-, -ch- | męskie miękkotematowe i większość z tematem zakończonym na -k-, -g-, -ch-, żeńskie miękkotematowe zdrobniałe | żeńskie z końcówką M.l.p. -a           | żeńskie z końcówką M.l.p. -0 lub -i    |
| Końcówka                               | -´e*                                                                                 | -u | -o                                     | -i/-y (nie -o)                         |
| Przykłady                              | psie, kocie, szczurze, Boże, chłopcze, księże!                                       | smoku, duchu, Rysiu, koszu, Kasiu!                                                                           | falo, małpo!                           | miłości, myszy, pani!                  |

* Przed końcówką -´e w rzeczownikach zakończonych na -k, -g oraz -c, -dz z trzeciej palatalizacji, pojawiają się wymiany spółgłosek związane z pierwszą palatalizacją.
Rzeczowniki męskie mają na ogół wołacz l. poj. równy miejscownikowi. Wyjątki:
- rzeczowniki o odmianie żeńskiej (np. poeta – o poecie – poeto!, Jagiełło – o Jagielle – Jagiełło!) lub częściowo przymiotnikowej (sędzia – o sędzi(m) – sędzio!, hrabia – o hrabi(m) – hrabio!);
- niektóre rzeczowniki obcego pochodzenia zakończone na -o, np. maestro – o maestrze – maestro!;
- rzeczownik m-os. pan – o panu – panie! (por. syn – o synu – synu! z wyjątkową dla twardotematowych rzeczowników końcówką -u w obu tych przypadkach);
- rzeczownik m-os. człek – o człeku – człecze! (ale człowiek – o człowieku – człowieku; człowiecze tylko wyjątkowo);
- rzeczownik m-os. Bóg – o Bogu – Boże!;
- rzeczowniki m-os. ojciec – o ojcu – ojcze!, chłopiec – o chłopcu – chłopcze!, podobnie młodzieniec, starzec, mędrzec, głupiec, pobratymiec, jeździec, goniec, mieszkaniec, tubylec, cudzoziemiec, powstaniec, siostrzeniec, Ukrainiec i in.; wiele rzeczowników z końcówką -ec ma dwie formy wołacza, z których forma z końcówką -´e znamionuje styl książkowy, poetycki, podniosły, np. wdowcze! obok wdowcu!;
- rzeczownik m-os. ksiądz – o księdzu – księże!;
- rzeczownik m-nżyw. lud – o ludzie – ludu! (rzadziej ludzie!).

Rzadko używa się wołacza pewnych nazw własnych, przede wszystkim imion – formy chodź tu Łukaszu, Karolino! występują o wiele rzadziej niż chodź tu Łukasz, Karolina!, a użycie wołacza dodaje wypowiedzi cech emocjonalnych. W wielu wypadkach jednak wołacz musi zostać użyty i nie można zastąpić go mianownikiem, np. panie Kowalski, panie Łukaszu, pani Karolino.
Potocznie formy wołacza mogą nawet zastępować mianownik (np. Jasiu przyszedł); takie formy uchodzą jednak za nienormatywne, choć niektóre wydawnictwa preskryptywne aprobują je z zastrzeżeniem, że są to formy o charakterze regionalnym. Przyczyną takiej wymowy jest to, że z wysokich spółgłosek miękkich typu ś łatwiej przejść do wysokiego u, niż do o.
Sytuacje, w których użycie wołacza jest obligatoryjne, to np. bezpośredni zwrot do adresata w sytuacjach oficjalnych (zwłaszcza w języku pisanym, np. w listach: Szanowny Panie Prezesie, Droga Pani Halino). Także w języku mówionym wołacz bardzo często nie może być zastąpiony mianownikiem, np. w wyrażeniach mających na celu obrażenie adresata: ty kompletny idioto, nie tak, kretynie!, z przymiotnikiem: szanowny Wojciechu!.

## Wyjątki
Spora grupa rzeczowników męskich ma końcówkę -a w mianowniku l.p. i odmianę żeńską (najczęściej z wyj. dop. l.mn.). Należą tu niemal wyłącznie rzeczowniki męskoosobowe, np. artysta, poeta, kolega, kaznodzieja, drużba, łowca, mężczyzna, sługa, wyjątkowo rzeczownik męskożywotny satelita (widzę tego satelitę jak tego kota, a nie jak widzę ten księżyc).
Nazwiska na -o, -ko (Jagiełło, Fredro) mają odmianę częściowo żeńską. Nie dotyczy to zdrobnionych imion współczesnych i dawnych: Józio, Franio, Benio, Mieszko, Dobko, Jaśko, a także wyrazów obcego pochodzenia: mikado, maestro, gauczo.
Rzeczownik książę jest rodzaju męskoosobowego, ale odmienia się jak rzeczowniki nijakie. Ponadto w liczbie pojedynczej używa się specjalnej formy tematu: książę, księcia, księciu, książę, księciem, o księciu, książę!; książęta, książąt, książętom, książąt, książętami, o książętach, książęta!
Istnieje grupa rzeczowników o odmianie przymiotnikowej, należących do różnych rodzajów:
- męskoosobowe myśliwy, uczony, służący, chorąży,
- męskożywotne chodzony (inna nazwa tańca – poloneza: kogo? co? – (tego) poloneza (B = D) czas zacząć), złoty (nazwa polskiej jednostki monetarnej: za złotego (B = D)),
- męskonieżywotne luty (nazwa miesiąca),
- nijakie czesne, młode (o dziecku zwierzęcia),
- żeńskie królowa, służąca.

Ich odmiana zasadniczo zgadza się z odmianą przymiotników (ale królowa ma wołacz jak w deklinacji rzeczownikowej).
Czasami przynależność (szczególnie nazw miejscowych) do odmiany przymiotnikowej nie jest oczywista, np. odmianę przymiotnikową ma Limanowa (dop. Limanowej), podczas gdy Częstochowa, Włoszczowa odmieniają się jak zwykłe rzeczowniki (dop. Częstochowy, Włoszczowy).
Rzeczowniki sędzia, hrabia, margrabia mają w odmianie kilka końcówek przymiotnikowych: sędzia, sędziego, sędziemu, sędziego, sędzią, o sędzi lub o sędzim, sędzio!, w l.mn. sędziowie, sędziów itd. regularnie.
Rzeczownik brat ma w liczbie mnogiej temat miękki i specjalną odmianę: bracia, braci, braciom, braci, braćmi, o braciach, bracia!.
Rzeczownik dziecko ma w liczbie mnogiej nieregularną postać: dzieci, dzieci, dzieciom, dzieci, dziećmi, o dzieciach, dzieci!.
Rzeczowniki oko i ucho tworzą formy liczby mnogiej od tematu miękkiego stwardniałego z końcówkami nietypowymi: MBW oczy, uszy, D oczu, uszu (rzadko oczów, uszów, przestarzałe ócz) i dalej od tego samego tematu (oczom, oczami, o oczach). W narzędniku występuje także dawna forma liczby podwójnej oczyma, dziś książkowa. W znaczeniu przenośnym odmiana jest regularna, np. oko (sieci) – oka, ok, okom, oka, okami, okach.